# Collection Sempervivum
Pour le genre botanique, voir joubarbe.
La Collection Sempervivum est une collection de livres de montagne éditée par Arthaud, dirigée par l'alpiniste et sauveteur en montagne  Félix Germain, « dans laquelle furent publiés quelques-uns des meilleurs textes de la littérature alpine ».
Au sortir de la Seconde Guerre mondiale, Benjamin Arthaud décide de lancer une collection dédiée aux ouvrages de montagne. Les originaux, bien que toujours réédités aujourd'hui, ont été publiés de 1949 à 1979. Annapurna, premier 8000 de Maurice Herzog, qui fut un grand succès d'édition, a été publié dans cette collection. On y trouve aussi de nombreuses traductions en français réalisées par Félix Germain et sa femme Jeanne. La collection comprend soixante-quatre volumes.

## Aspect extérieur des livres
Les volumes sont brochés, in-octavo, avec une jaquette couleur et de nombreuses illustrations (héliogravures hors-texte). On reconnait les premiers volumes à leur couverture cartonnée crème avec un titre en noir et deux bordures en rouge et en gris. On trouve sur la tranche un dessin d'une sempervivum ou joubarbe, fleurs très présentes en montagne et qui donne son nom à la collection.

## Liste exhaustive des livres publiés
| N°1  | Sir Francis Younghusband                           | L’Épopée de l'Everest                            | 1949 |
| N°2  | Frank Smythe                                       | Vacances d'alpiniste                             | 1948 |
| N°3  | James Ramsay Ullman (en)                           | La Grande Conquête                               | 1950 |
| N°4  | Saint-Loup                                         | La Montagne n'a pas voulu...                     | 1949 |
| N°5  | Giusto Gervasutti                                  | Montagnes, ma vie                                | 1949 |
| N°6  | Pierre Allain                                      | Alpinisme et compétition                         | 1948 |
| N°7  | Eric Shipton                                       | Sur cette Montagne                               | 1950 |
| N°8  | Felice Benuzzi (it)                                | Kenya ou la fugue africaine                      | 1950 |
| N°9  | Jean Sarenne                                       | Trois curés en montagne                          | 1950 |
| N°10 | Saint-Loup                                         | Monts Pacifique - De l'Aconcagua au Cap Horn     | 1951 |
| N°11 | Frank Smythe                                       | L'Aventure alpine                                | 1951 |
| N°12 | Etienne Bruhl                                      | Variantes. Nouvelles et pastiches                | 1951 |
| N°13 | Jean Vernet                                        | Au Cœur des Alpes                                | 1951 |
| N°14 | Samivel                                            | Contes à pic                                     | 1951 |
| N°15 | Anderl Heckmair                                    | Les trois derniers problèmes des Alpes           | 1951 |
| N°16 | Maurice Herzog                                     | Annapurna, premier 8000                          | 1951 |
| N°17 | Claude Kogan - Nicole Leininger                    | Cordillère Blanche                               | 1952 |
| N°18 | Bernard Pierre                                     | Escalades au Hoggar                              | 1952 |
| N°19 | H.W. Tilman                                        | Everest 1938                                     | 1952 |
| N°20 | Alain de Châtellus                                 | Alpiniste, est-ce toi ?                          | 1953 |
| N°21 | Gabriel Chavalley – René Dittert – Raymond Lambert | Avant-premières à l'Everest                      | 1953 |
| N°22 | H.W. Tilman                                        | Deux montagnes et une rivière                    | 1953 |
| N°23 | Henri Isselin                                      | La Barre des Écrins (4.102m.)                    | 1954 |
| N°24 | Gaston Rebuffat                                    | Étoiles et Tempêtes (Six Faces Nord)             | 1954 |
| N°25 | Charles Snead Houston (en) Robert Bates (en)       | K 2. Montagne sans pitié                         | 1954 |
| N°26 | André Guex                                         | Geiger pilote des glaciers                       | 1954 |
| N°27 | James Ramsey Ullman (en)                           | Tenzing de l'Everest                             | 1955 |
| N°28 | Tom George Longstaff                               | Mon Odyssée montagnarde                          | 1955 |
| N°29 | Jean Franco                                        | Makalu                                           | 1955 |
| N°30 | Jean Rivolier                                      | Médecine et Montagne                             | 1956 |
| N°31 | Henri Isselin                                      | La Meije                                         | 1956 |
| N°32 | Gilbert Toulouse                                   | Montagne retrouvée                               | 1957 |
| N°33 | Ardito Desio                                       | La conquête du K2                                | 1956 |
| N°34 | Wilfrid Noyce (en)                                 | Everest, notre conquête ?                        | 1958 |
| N°35 | Georges Livanos                                    | Au-delà de la verticale                          | 1958 |
| N°36 | Hermann Buhl                                       | Buhl du Nanga Parbat                             | 1959 |
| N°37 | Henri Isselin                                      | Les Aiguilles de Chamonix                        | 1961 |
| N°38 | Walter Bonatti                                     | À mes montagnes                                  | 1962 |
| N°39 | Tita Piaz                                          | Le diable des Dolomites                          | 1963 |
| N°40 | Marcel Couturier                                   | Le gibier des montagnes françaises               | 1964 |
| N°41 | Toni Hiebeler                                      | Combats pour l'Eiger                             | 1965 |
| N°42 | Max Melou                                          | Prière sur le mont Blanc                         | 1967 |
| N°43 | Pierre Minvielle                                   | La conquête souterraine                          | 1967 |
| N°44 | André Guex                                         | Geiger pilote des glaciers                       | 1967 |
| N°45 | Max Liotier                                        | Celui qui va devant                              | 1974 |
| N°46 | Henri Isselin                                      | La Meije                                         | 1967 |
| N°47 | Charles-Pierre Péguy                               | Ces montagnes qui flottent sur la mer            | 1973 |
| N°48 | Jean Chateau                                       | Le chemin de Clarabide                           | 1970 |
| N°49 | Max Liotier                                        | Les seigneurs de la neige                        | 1970 |
| N°50 | Paul Dreyfus                                       | Sylvain Saudan skieur de l'impossible            | 1970 |
| N°51 | Collectif                                          | Alpinisme moderne                                | 1971 |
| N°52 | Pierre Mazeaud                                     | Montagne pour un homme nu                        | 1973 |
| N°53 | Michel Ballerini                                   | Le roman de montagne en France                   | 1973 |
| N°54 | Chris Bonington                                    | Annapurna face sud                               | 1972 |
| N°55 | Bernard Amy                                        | La montagne des autres - Alpinisme en pays kurde | 1972 |
| N°56 | Henri Isselin                                      | Du côté de l'Aiguille Verte                      | 1972 |
| N°57 | Robert Paragot - Yannick Seigneur                  | Makalu Pilier ouest                              | 1972 |
| N°58 | Jean-Louis Lumpert                                 | Les Compagnons de l'Alouette                     | 1973 |
| N°59 | Claude & Philippe Traynard                         | Ski de montagne                                  | 1974 |
| N°60 | Reinhold Messner                                   | Le 7e degré                                      | 1975 |
| N°61 | Douglas Busk                                       | Armand Charlet portrait d'un guide               | 1974 |
| N°62 | Toni Hiebeler                                      | SOS roc et glace                                 | 1976 |
| N°63 | Reinhold Messner                                   | Défi deux hommes un 8000                         | 1977 |
| N°64 | Cicely Williams                                    | Dames alpinistes                                 | 1979 |